# Teorema di Huygens-Steiner

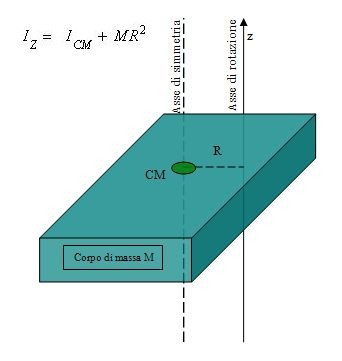
Teorema e figura

Il teorema di Huygens-Steiner, o teorema degli assi paralleli, permette di calcolare il momento di inerzia di un solido rispetto ad un asse parallelo a quello passante per il centro di massa evitando in molti casi (dove è presente una struttura simmetrica) il laborioso calcolo diretto.

## Teorema

### Enunciato
Il momento d'inerzia rispetto ad un asse {\displaystyle a}, parallelo ad un altro {\displaystyle c} passante per il centro di massa, si ottiene sommando al momento di inerzia rispetto a {\displaystyle c} il prodotto tra la massa del corpo stesso e il quadrato della distanza tra gli assi {\displaystyle c} e {\displaystyle a}.
{\displaystyle I_{z}=I_{cm}+md^{2}}.

### Dimostrazione
Si consideri un sistema di riferimento cartesiano {\displaystyle xy} con l'origine nel centro di massa e un altro sistema di riferimento traslato lungo l'asse {\displaystyle x} di una certa quantità, in modo che le coordinate siano {\displaystyle y=y'} e {\displaystyle x=x'-d}, dove {\displaystyle d} è la distanza tra l'asse passante per il centro di massa e quello parallelo di rotazione (rispetto al quale calcoliamo il momento).
Si consideri un elemento infinitesimo {\displaystyle dm}, il cui momento di inerzia rispetto al centro di massa è dato da {\displaystyle \mathrm {d} I=R^{2}\mathrm {d} m}. Integrando lungo tutto il corpo e considerando questo sistema di riferimento ({\displaystyle R^{2}=x^{2}+y^{2}}) si ha che
{\displaystyle I_{cm}=\int \limits _{\text{corpo}}(x^{2}+y^{2})\mathrm {d} m}.
Ora calcoleremo direttamente il momento di inerzia rispetto al nostro nuovo asse {\displaystyle z}. Si prenda dunque un elemento {\displaystyle dm} e si consideri il sistema di riferimento traslato; poiché {\displaystyle R'^{2}=x'^{2}+y'^{2}}, applicando le trasformazioni nel sistema di riferimento precedente e integrando lungo tutto il corpo si ha
{\displaystyle I_{z}=\int \limits _{\text{corpo}}({x'}^{2}+{y'}^{2})\mathrm {d} m=\int \limits _{\text{corpo}}[(x+d)^{2}+y^{2}]\mathrm {d} m}.
Sviluppando il quadrato si ottiene {\textstyle I_{z}=\int \left(x^{2}+d^{2}+2xd+y^{2}\right)\mathrm {d} m} e, raccogliendo, si ha
{\displaystyle I_{z}=\int \limits _{\text{corpo}}[x^{2}+y^{2}]\mathrm {d} m+d^{2}\int \limits _{\text{corpo}}\mathrm {d} m+2d\int \limits _{\text{corpo}}x\mathop {} \!\mathrm {d} m}.
Il primo termine è proprio il momento di inerzia rispetto all'asse passante per il centro di massa {\displaystyle I_{cm}}, calcolato precedentemente. Il secondo termine è pari alla quantità {\displaystyle Md^{2}}, mentre il terzo termine è nullo, poiché l'integrale di {\displaystyle x} {\displaystyle dm} è l'ascissa del centro di massa nel sistema del centro di massa stesso e pertanto (essendo sull'origine) è pari a 0.
Si ottiene quindi il risultato finale:
{\displaystyle I_{z}=I_{cm}+Md^{2}}

## Generalizzazione ai tensori
Il teorema degli assi paralleli può essere generalizzato per i calcoli che coinvolgono il tensore d'inerzia. Sia Iij il tensore d'inerzia di un corpo calcolato sul centro di massa. Allora il tensore d'inerzia Jij calcolato relativamente al nuovo punto è
{\displaystyle J_{ij}=I_{ij}+m\left(|\mathbf {R} |^{2}\delta _{ij}-R_{i}R_{j}\right),}
dove {\displaystyle \mathbf {R} =R_{1}\mathbf {\hat {x}} +R_{2}\mathbf {\hat {y}} +R_{3}\mathbf {\hat {z}} \!} è il vettore spostamento dal centro di massa al nuovo punto e δij è la delta di Kronecker.
Per gli elementi diagonali (quando i = j), gli spostamenti perpendicolari all'asse di rotazione portano alla versione semplificata del teorema come scritto di cui sopra.
La versione generalizzata del teorema di Huygens-Steiner può essere espressa nella notazione senza riferimenti a coordinate come
{\displaystyle \mathbf {J} =\mathbf {I} +m\left[\left(\mathbf {R} \cdot \mathbf {R} \right)\mathbf {E} _{3}-\mathbf {R} \otimes \mathbf {R} \right],}
dove E3 è la matrice identità 3 × 3 e {\displaystyle \otimes } è il prodotto esterno.
Un'ulteriore generalizzazione del teorema dà il tensore d'inerzia intorno a un qualunque insieme di assi ortogonali paralleli al sistema di riferimento degli assi x, y e z, associato al tensore d'inerzia di riferimento, che passino per il centro di massa o meno.

## Applicazioni
Il teorema permette di dedurre la polarizzazione della luce e l'entanglement.